# Diners fàcils
Diners fàcils (suec: Snabba cash) és una pel·lícula de thriller criminal sueca dirigida per Daniel Espinosa (en el seu debut com a director) que es va estrenar el 15 de gener de 2010. Es basa en la novel·la homònima de 2006 de Jens Lapidus. Joel Kinnaman protagonitza el paper principal de Johan "JW" Westlund, un home més aviat pobre que viu una doble vida a les zones de la classe alta a Estocolm. Després de conèixer una noia adinerada, es veu seduït pel món del crim organitzat i comença a vendre cocaïna per pagar el seu car estil de vida. Diners fàcils va ser ben rebut per la crítica i va ser un èxit a taquilla. Ha estat doblada al català.
S'han fet dues seqüeles de la pel·lícula: Snabba cash II (2012) i Snabba cash: Livet Deluxe (2013). El 2010, Warner Bros. va anunciar els seus plans per a un remake estatunidenc de Easy Money protagonitzat per Zac Efron, però el projecte es va arxivar. El 2021, la sèrie de televisió Snabba Cash es va publicar a Netflix, que contenia 6 episodis basats en la novel·la original.

## Argument
Johan "JW" Westlund és un home que viu a Estocolm i és un estudiant prometedor a la Stockholm School of Economics. JW és originari de la regió de Norrland a Suècia, on el seu pare, que té un lleu problema amb l'alcohol, treballa en una serradora, mentre que la seva mare treballa en una agència de treball. JW està desconcertat per la desaparició de la seva germana, Camilla, quatre anys abans. JW fingeix l'aparença d'un "stekare" (en suec, un estil de vida basat en fer gala de la pròpia riquesa aparent), en realitat porta una doble vida conduint un taxi il·legalment per finançar la seva cara vida a Stureplan. Un romanç amb la noia de classe alta Sophie el porta a ser seduït pel món del crim organitzat. Abdulkarim, que dirigeix el negoci dels taxis, ofereix a JW una feina per ajudar-lo a iniciar el seu negoci de cocaïna.
Jorge Salinas Barrio és un xilè  que va entrar a la presó després de ser atrapat en el negoci de la droga. Ara s'ha escapat i ha fugit de la policia. En Jorge ho sap tot sobre la cocaïna. Té un pla: venjar els que li van fer mal, entre ells el cap de la màfia sèrbia Radovan Kranjic, i fer un últim lliurament de cocaïna i després deixar el país definitivament.
Mrado Slovovic, un sicari que fa encàrrecs per a la màfia sèrbia, és enviat per Radovan en una missió per cuidar d'en Jorge. Al mateix temps, ha de lluitar per tenir cura de la seva filla de vuit anys, que es veu obligat a portar amb ell a la feina perquè la mare és drogodependent.
Aquests tres personatges es creuen a través dels seus somnis sobre guanys ràpids. Un cop JW i Abdulkarim comencin el seu negoci de cocaïna, volen expandir-se. Abdulkarim ha escoltat que Jorge, que s'ha escapat de la presó en aquest moment, ha sabut tot sobre el negoci de la cocaïna mentre estava a la presó. Simultàniament, Jorge ha intentat fer xantatge a Radovan, el cap de la màfia sèrbia. Mrado rep l'encàrrec de Radovan de matar en Jorge per evitar que ajudi a qualsevol dels competidors de Radovan. Mentrestant, a JW se li promet 20.000 SEK si pot portar Jorge de tornada a Abdulkarim amb vida. Després de notar que en Mrado seguia en Jorge, JW els segueix a tots dos, perdent de vista en Jorge quan puja a un autobús. JW els troba fortuïtament quan s'adona del cotxe que va veure marxar en Mrado mentre es trobava en una clariana del bosc. Quan entra al bosc, es troba amb Mrado i un dels secuaços de Radovan apallissant Jorge. JW activa l'alarma del cotxe dels atacants serbis per distreure'ls. Mentrestant, Jorge s'amaga dels seus atacants, que després viatgen més al bosc per trobar-lo. JW s'acosta a un Jorge malferit i el porta de tornada al seu dormitori. Abdulkarim visita JW i Jorge i l'ajuda a recuperar-se. Tot i que dubta a l'hora de mantenir Jorge a la seva habitació, JW insinua quan Abdulkarim li ofereix 1.000 SEK per cada dia que Jorge s'allotgi. Quan Jorge es recupera, aprèn més sobre JW i els dos es fan amics.
En una de les festes del jet-set, JW s'enamora de Sophie (Lisa Henni), la xicota del jet-setter Carl. JW s'assabenta que el banc d'inversions del pare de Carl té greus problemes financers i que és possible que Carl no es pugui permetre l'extravagant estil de vida "stekare". Això esdevé important quan Abdulkarim demana a JW que esbrini com poden blanquejar els beneficis de 20.000.000 SEK que finalment obtindran. JW proposa que compren accions del banc fallit del pare de Carl, donant-li un estímul que no sols salvar el negoci sinó augmentar immediatament el preu de les accions, fent-lo més rendible. JW actua com a líder del sindicat de cocaïna d'Abdulkarim mentre intenten comprar el banc. Tot i que el pare de Carl té reserves, finalment accepta l'acord.
Poc després, JW i el sindicat de drogues visiten els amics traficants de drogues d'en Jorge a Alemanya. Els narcotraficants mostren com fan el contraban de drogues introduint càpsules de drogues sota la pell dels gossos i després deixant que la incisió cicatritzi i el cabell torni a créixer, cosa que triga dos mesos segons els narcotraficants. Els traficants de drogues també col·loquen càpsules de drogues a les fulles de les plantes de col joves i després deixen que la col creixi un cap de mida completa al voltant de la càpsula. El sindicat d'Abdulkarim finalment negocia un enviament de 40 quilos de cocaïna pura. Els narcotraficants volen que els diners es dipositin en un compte suís. JW immediatament planteja preocupacions sobre aquest pla, argumentant que Suïssa ja no és tan secreta i recomana un compte a Andorra o Liechtenstein. Això guanya la confiança del traficant de drogues i permet que la transacció funcioni sense problemes. Més tard, Jorge informa a JW que és poc probable que vegi els diners promesos per Abdulkarim. JW visita l'Abdulkarim al seu amagatall i, mentre parla amb Abdulkarim, s'adona que el que va dir Jorge era cert.
Mrado està esperant amb la seva filla a l'edifici d'apartaments de JW i ofereix dos milions de JW per ajudar-los a atacar el transport de drogues d'Abdulkarim. JW està d'acord en la comprensió que ningú es farà mal. La droga arriba en un vehicle de divuit rodes ple de cols. Els homes de Jorge i Abdulkarim comencen a empaquetar la droga en un magatzem. Mentrestant, JW ajuda en Mrado i un dels amics serbis de Mrado a entrar al magatzem. Es produeix un tiroteig i un dels homes d'Abdulkarim resulta ferit greument immediatament. JW està sorprès pel gir dels esdeveniments. Jorge s'adona que JW els ha fet doble joc. Mentrestant, Radovan truca a la policia per informar del lliurament de drogues. JW agafa una arma i repel els serbis mentre arriba la policia i esclata un tiroteig. JW i Jorge escapen al terrat i finalment arriben a un cotxe. L'amic d'en Mrado està greument ferit, però té la intenció d'aguantar els altres perquè en Mrado pugui escapar. Mentre en Mrado corre des d'un carreró, és atropellat i greument ferit pel cotxe amb Jorge i JW a dins. JW, el menys ferit dels tres, està enfadat amb en Mrado, que havia promès que ningú sortiria ferit. JW dispara a Mrado. Aleshores, JW dispara als policies que s'acosten, permetent així a Jorge escapar al cotxe. Aleshores, JW es lliura a la policia. Mrado és endut en ambulància i truca a la seva filla de camí a l'hospital. En Jorge s'endinsa en un bosc i se'l veu per última vegada corrent per un camp semblant al camp pel qual va córrer després d'escapar de la presó.
La pel·lícula acaba amb JW a la presó amb tatuatges de "JW" i "Camilla" als braços. El visita la Sophie, que encara es preocupa profundament per JW, però ella marxa de Suècia per allotjar-se a casa dels seus pares a França. Ella li pregunta a JW si es preocupa per ella. JW sembla que es preocupa per Sophie, però no diu res. Quan la Sophie marxa, transmet un missatge d'en Jorge que diu que la Paola va tenir una nena. JW diu que si en Jorge torna a trucar, digues-li que "El Sr. Brains" diu "Hola".

## Repartiment
- Joel Kinnaman com a Johan "JW" Westlund
- Matias Varela com a Jorge Salinas Barrio
- Dragomir Mrsic com a Mrado Slovovic
- Lisa Henni com a Sophie
- Mahmut Suvakci com a Abdulkarim
- Jones Danko com a Fahdi
- Lea Stojanov com a Lovisa
- Dejan Čukić com a Radovan Kranjic
- Miodrag Stojanovic com a Nenad
- Joel Spira com a Nippe
- Christian Hillborg com a Jetset-Carl
- Jan Waldekranz com el pare de Carls
- Annika Ryberg Whittembury com a Paola Salinas Barrio
- Fares Fares com a Mahmoud

## Producció
Jens Lapidus va publicar la novel·la Snabba cash el 2006. Va rebre elogis de la crítica i va ser un èxit en termes de vendes. Des que va sortir, el director suec Daniel Espinosa va somiar amb tenir l'oportunitat d'adaptar-lo a una pel·lícula. L'oportunitat va arribar només uns anys més tard quan va conèixer el productor de cinema Fredrik Wikström que li va demanar que dirigís la pel·lícula. Espinosa ha dit que el llibre és important per ell per les seves arrels xilenes i perquè es va criar als suburbis suecs. "Quan vivia a Skogås no hi havia tants xilens, així que vaig passar l'estona amb iugoslaus […] fins als 17 anys. Després van passar moltes coses boges i vaig acabar a Sigtuna amb un munt de mocosos de classe alta."
Joel Kinnaman va ser elegida per al paper principal de Johan "JW" Westlund. Va dir a Helsingborgs Dagblad que "És un paper difícil i un personatge difícil d'interpretar. Estimo profundament el meu personatge, però pren moltes decisions a la vida que són idiotes i tria camins que porten a desastre i això té conseqüències increïblement doloroses tant per a ell com per a la gent que signifiquen alguna cosa per a ell." El rodatge va començar el març de 2009 a Estocolm. Altres llocs de rodatge inclouen Göteborg i Alemanya (9-11 de juny de 2009).

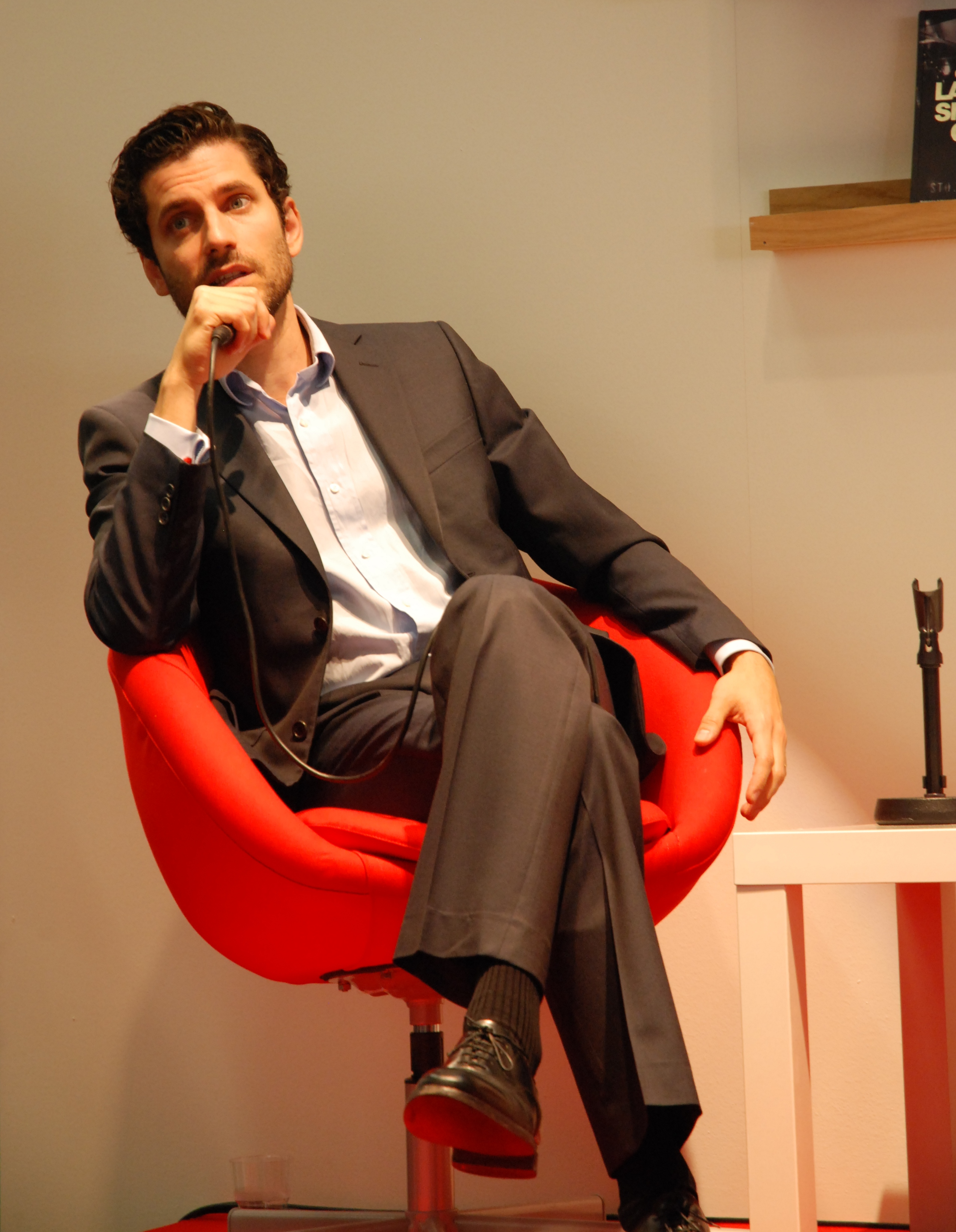
Jens Lapidus, autor de la novel·la Snabba cash

El desembre de 2009 Lapidus va dir al diari Svenska Dagbladet que havia vist una primera versió de la pel·lícula i "se sentia bé. La pel·lícula està basada en el meu llibre, però alhora és una història pròpia. Naturalment, els meus personatges principals hi són i han aconseguit capturar la sensació autèntica, però no he escrit el manuscrit, només he donat indicacions." Lapidus ha escrit dues seqüeles adossades de Snabba cash, que també s'han d'adaptar al cinema. El rodatge va començar l'estiu de 2011 amb Babak Najafi com a director i la majoria dels membres principals del repartiment de la primera pel·lícula. Snabba cash II fou estrenada l’agost de 2012 i la segona seqüela Snabba cash: Livet Deluxe fou estrenada el 30 d’agost de 2013.

## Distribució
Diners fàcils es va estrenar a Suècia el 15 de gener de 2010. Al festival de cinema del Festival Internacional de Cinema de Berlín d'aquell any va despertar l'interès internacional. L'estudi de cinema estatunidenc The Weinstein Company aviat va adquirir el drets, després d'una guerra de ofertes, per distribuir la pel·lícula als Estats Units, Alemanya i Itàlia.

## Remake
Després d'una licitació pel projecte, que va implicar Warner Bros., Universal Studios, Summit Entertainment, Paramount Pictures, 20th Century Fox, The Weinstein Company i Mandate Pictures - Warner Bros. va guanyar els drets a produir un remake estatunidenc. Zac Efron protagonitzarà i produirà la pel·lícula.
Fredrik Wikström, un productor de pel·lícules suec, també serà productor del remake de Warner Bros. Va comentar sobre l'exageració de la pel·lícula original a Suècia: "Vam tenir una gran expectació per la pel·lícula abans que ningú l'hagués vist; tothom esperava que fos el proper Stieg Larsson. La pel·lícula es va estrenar el 15 de gener a Suècia, i els ulls estaven posats en nosaltres des del principi, d'alguna manera un DVD de la pel·lícula va arribar a L.A. i menys de tres mesos després vam fer l'acord amb Warner Bros."

## Recepció
Diners fàcils va ser un èxit instantani a Suècia amb més de 100.000 entrades venudes durant el primer cap de setmana de la pel·lícula als cinemes, encapçalant les llistes de taquilla. la crítica d'Aftonbladet Karolina Fjellborg li va donar quatre de cinc estrelles, comentant que Espinosa "ha fet una pel·lícula creïble, ben interpretada, bonica i sorprenentment emocionant, amb un nervi i un ritme que sovint falta als thrillers suecs". També va elogiar el repartiment de la pel·lícula, Kinnaman en particular. Miranda Sigander d’Expressen  va escriure que Kinnaman interpreta JW "d'una manera natural i convincent i roba l’esèctacle amb el seu carisma."
Mats Johnson de Göteborgs-Posten va donar a la pel·lícula una qualificació de 3/5 per "el realisme i la intensitat de les millors escenes de la pel·lícula, i per l'actuació convincent dels principals membres del repartiment". Va afegir, però, que la pel·lícula manca de coherència i que la història es torna desarticulada a causa dels salts constants entre els tres personatges principals.D’altra banda, Jerker Peterson de Sveriges Television, pensava que Espinosa i la seva escriptora Maria Karlsson van ser capaços de "mantenir junts la història desfasada". Va donar a la pel·lícula una qualificació de quatre sobre cinc i va comentar que és "en conjunt un thriller molt agut i un bon començament per a l'any cinematogràfic suec".
Al llibre Swedish Sensationsfilms: A Clandestine History of Sex, Thrillers, and Kicker Cinema, Daniel Ekeroth assenyala que la pel·lícula, a diferència de moltes altres pel·lícules criminals sueques, "sense cap vell inspector cansat" i que aquest fet és " motiu suficient per lloar-la!" Continua dient que Diners fàcils té "un ritme agut, una història fresca i, sobretot, una representació sinistra d'Estocolm com un lloc fred i fosc."